# Rio Grande Blood
Rio Grande Blood ist das zehnte Studioalbum der US-amerikanischen Industrial-Metal-Band Ministry. Es wurde in den Vereinigten Staaten am 2. Mai 2006 und drei Tage später, am 5. Mai, in Europa veröffentlicht. Im Jahr darauf wurde das dazugehörige Remixalbum Rio Grande Dub Ya, ebenfalls via 13th Planet Records veröffentlicht.

## Stil
Auf Rio Grande Blood verfolgen Ministry die Stilrichtung, die bereits beim Vorgängeralbum Houses of the Molé eingeschlagen wurde fort – kombiniert werden schnelle Thrash-Gitarren, schnelles Schlagzeug, verzerrter Gesang und Samples. Bei den verwendeten Samples handelt es sich vor allem um modifizierte Ausschnitte aus Ansprachen etc. von US-Präsident George W. Bush.

## Konzeption
Nicht nur musikalisch, sondern auch inhaltlich setzt das Album nahtlos am Vorgänger an. Es ist die zweite Veröffentlichung der Band, nach dem bereits genannten Houses of the Molé aus dem Jahre 2004 und vor der letzten Ministry-Studio-Veröffentlichung The Last Sucker aus dem Jahre 2007, welche sich intensiv mit der Politik der US-Regierung unter der Präsidentschaft George W. Bushs auseinandersetzt.
Der Titel ist eine Verballhornung des ZZ-Top-Albumtitels Rio Grande Mud.

## Rezeption
David Jeffries beschreibt das Album in seiner Rezension für AllMusic als „zweite Version von Houses of the Molé“, mit dem Unterschied, dass Tommy Victors Einfluss das Album Thrash-lastiger ausfallen lässt. Jeffries vergibt 3,5 von 5 möglichen Punkten für das Album.

“The manipulated Bush samples and hate-filled revolution lyrics utilized on 2004’s great Houses of the Molé are back, and if there’s an easy way to differentiate that album from what is essentially Molé, Pt. 2, it’s the contribution Prong guitarist Tommy Victor makes to this edition of Ministry, giving Rio Grande Blood a tauter crunch, a sharper thrash.”

In seiner Rezension für laut.de äußerte sich Michale Edele durchweg positiv zum zehnten Ministry-Album und vergab 5 von 5 möglichen Punkten.

„‘Rio Grande Blood’ steht somit in direkter Konkurrenz zu ‘Psalm 69’ und ist diesem Album mindestens ebenbürtig.“

## Titelliste
1. Rio Grande Blood – 4:25 (Al Jourgensen)
2. Señor Peligro – 3:39 (Al Jourgensen, Tommy Victor)
3. Gangreen – 6:00 (Al Jourgensen, Tommy Victor)
4. Fear (Is Big Business) – 4:52 (Al Jourgensen, Tommy Victor)
5. LiesLiesLies – 5:16 (Al Jourgensen, Tommy Victor)
6. The Great Satan (Remix) – 3:09 (Al Jourgensen)
7. Yellow Cake – 4:36 (Al Jourgensen, Paul Raven)
8. Palestina – 3:18 (Al Jourgensen, Tommy Victor)
9. Ass Clown – 6:43 (Al Jourgensen, Paul Raven)
10. Khyber Pass – 7:32 (Al Jourgensen, Paul Raven, Tommy Victor)
11. [untitled] – 0:051
12. [untitled] – 0:061
13. Sgt. Major Redux – 1:46

- 1 Die Titel 11 und 12 sind „stille“ Tracks.
- Gesamtspielzeit: 51 min 28 s bzw. 51 min 17 s ohne die Stücke 11 und 12.